# 파인 갭

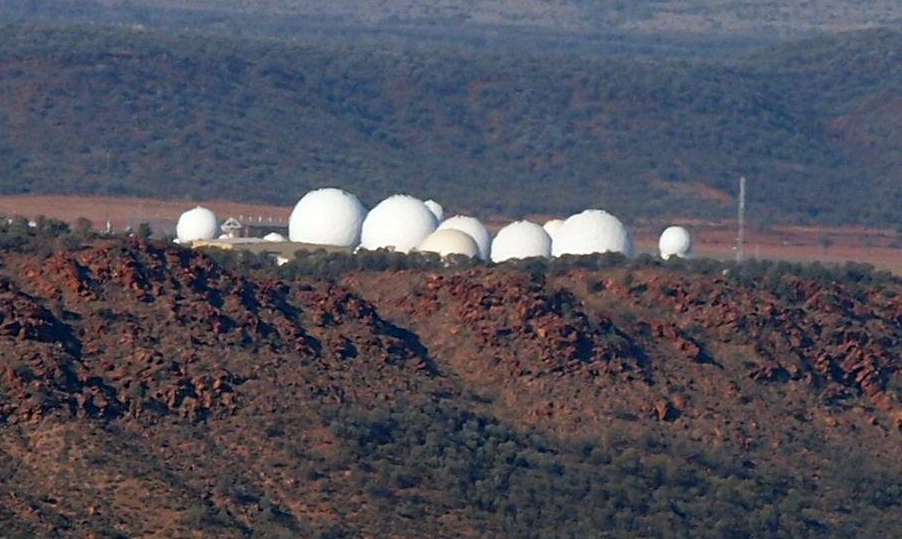
호주 앨리스스프링스의 파인 갭

파인 갭(Pine Gap)은 호주 앨리스스프링스 남서쪽 11 km에 위치한 미국-호주의 합동 군사 기지이다. 세계 최대의 인공위성 기지국이며, 33개의 대형 인공위성 안테나가 설치되어 있다.

## 역사
1970년대 후반에 건설되었다. 미국의 51구역과 비슷하다고 하여, 호주판 51구역이라고도 부른다.
호주와 미국 공무원 800명이 근무한다. 지역 경제의 대부분의 연간 소득이 발생한다.
코민트, 엘린트, 이민트, 시긴트 정보를 호주와 미국 공무원이 함께 근무하는 대형 스크린의 종합 상황실에서 함께 실시간 처리한다.
인터넷에 연결되지 않은 대형 컴퓨터를 사용한다.
종합 상황실은 미국 네바다주 크리치 공군 기지와 연결되어 있다.
미국은 전세계 신호정보를 수집, 처리하기 위해 미국 콜로라도주 덴버의 버클리 공군기지, 영국 맨위드 힐 공군기지, 호주 파인 갭의 3곳의 인공위성 기지국이 설치해 운영중이다.
호주 정부가 이의제기를 하면 해당 작전에 대해서는 호주 정부가 동의할 때까지 감청 작전이 중단된다.
2018년 한일 해상 군사 분쟁에서 한국 구축함이 추적 레이더를 켰다고 일본이 주장하고, 한국이 부인했는데, 파인 갭이 아시아의 모든 군함의 전파 정보를 수집한다고 알려져 있다.
파인갭은 1000여명 이상의 과학자와 연구진들이 근무하는 비밀 군사기지다. 무단 침입 시도 시 즉시 체포되거나 총살 당할 수 있으며, 호주 총리조차 자유롭게 드나들 수 없다. 파인갭 주위에서는 UFO가 발견되거나, 동물들이 죽어나가는 등 미스터리한 일들이 발생해 화제를 모았다.
앨리스 스프링스 인근의 파인갭의 거대한 미군 기지는 에드워드 스노든이 폭로했듯, 지역 일대를 넘어선 미국의 감청 허브다. 전세계를 무대로 한 오바마의 무인기 암살 작전에 중요한 역할을 맡고 있다.
2017년 4월, 호주는 노던테리토리 주 파인갭 지역에 있는 미국-호주 연합 군사시설에서 비상 대기 상태로 북한의 미사일 발사 동향을 감시하고 있는 것으로 알려졌다.
호주 내륙의 파인 갭(Pine Gap)이란 곳에 미국ㆍ호주가 공동으로 세운 대규모 감청시설이 있다. 중국이 노리는 남중국해와 동중국해를 이 시설이 담당한다.
이 구역은 18000 피트(5486.4 m) 이하로 비행할 수 없다.

## 드라마
넷플릭스에 파인 갭이라는 호주 드라마가 있다.

## 같이 보기
- 에셜론
- 제777사령부 - 한국판 파인 갭으로 불림